# Ljoebomir Angelov
Ljoebomir Angelov (Bulgaars: Любомир Ангелов) (Sofia, 4 oktober 1912 – aldaar, 24 oktober 1984) was een Bulgaars voetballer die bij voorkeur speelde als een aanvaller. Hij had gespeeld bij AS 23 Sofia.

## Loopbaan
Angelov werd kampioen met AS 23 Sofia in 1931.
Angelov maakte zijn debuut in Bulgarije in 1931. Hij heeft 44 wedstrijden gespeeld en 26 doelpunten gescoord. Hij maakte deel uit van de selectie voor het voetbaltoernooi Wereldkampioenschap kwalificatie 1938. Hij maakte ook deel uit van het Bulgaarse team dat in 1931 en 1932 twee opeenvolgende Balkanbekers won. Hij is met 14 doelpunten in balkanbeker op één na beste topscorer in de geschiedenis van de competitie. alleen achter Iuliu Bodola uit Roemenië die heeft 15 doelpunten gescoord.
Angelov overleed op 24 oktober 1984.

## Erelijst

### Bulgarije
- Balkan Beker (2) : 1931, 1932
- Parva Liga (1) : 1931